# Giuseppe Abbanasia
Giuseppe Abbanasia (... – 20 gennaio 1408) è stato un medico e giudice ebreo italiano, attivo in Sicilia negli anni a cavallo fra il XIV e il XV secolo.

## Biografia
Il suo nome è citato per la prima volta nel privilegio concessogli il 2 ottobre 1392 da re Martino I di Sicilia, con il quale egli, abitante nel quartiere ebraico di Siracusa, ove possiede anche una taverna, viene nominato medico regio. Il 28 marzo 1395 fu mediatore in una controversia che coinvolgeva la comunità ebraica e altri cittadini; fu probabilmente a motivo delle doti di competenza ed equilibrio dimostrate, che il re, dopo averlo nominato, il 10 febbraio 1396, giudice delle cause che insorgessero tra gli ebrei siciliani, lo fece esaminatore della professionalità dei neo-medici ebrei e, il 13 dicembre, proprio medico, con una retribuzione di 3 once d'oro mensili.
Egli esercitava le funzioni di giudice del regno attraverso l'opera di due sostituti in ogni città: la comunità ebraica di Palermo, tuttavia, appoggiata dall'Università, chiese nel 1406 di essere esclusa dalla giurisdizione di Abbanasia. La sopravvenuta morte di questi, nel 1408, pose termine alla controversia. Martino I assegnò una pensione alla sua vedova Falcona e nominò Mosè Medici successore di Abbanasia.